# Франсиско Диего Гутьеррес де лос Риос Гутьеррес де лос Риос
Франсиско Гутьеррес де лос Риос-и-Кордова или Франсиско де лос-Риос-и-Кордова (исп. Francisco Gutiérrez de los Ríos; 5 марта 1644, Фернан-Нуньес — 21 апреля 1721, Фернан-Нуньес) — испанский дворянин, дипломат, военный, мыслитель и педагог, 3-й граф де Фернан-Нуньес (с 1680), виконт Абенкалес и сеньор де Ла-Морена. Кавалер Ордена Алькантары и комендадор Монтеалегре.

## Биография
Родился 5 марта 1644 года в Фернан-Нуньесе. Сын Анны Антонии Гутьеррес де лос Риос Кордовы-и-Кесады, 2-й графини де Фернан-Нуньес, и её кузена Диего Гутьерреса де лос Риоса и Гусмана, кавалера Ордена Алькантара. В 1680 году после смерти своей матери Франсиско унаследовал её титулы и принял её фамилию.
Он занимал должности менина королевы Марианны Австрийской, жены Филиппа IV, при дворе в Мадриде, а в 1660 году он сопровождал инфанту Марию Терезу Испанскую на её свадьбе с королем Франции Людовиком XIV в Париж. Он пробыл во Франции несколько лет рядом с молодой королевой. Затем он присоединился к испанскому военно-морскому флоту, где он переправил войска в Испанские Нидерланды в качестве командира лодки в 1667/1668 году в Деволюционной войне против Франции.
В 1670 году король Испании Карлос II отправил его в Вену и Варшаву, чтобы передать свои поздравления в связи со свадьбой польского короля Михаила корибута Вишневецкого с эрцгерцогиней Элеонорой Австрийской. Оттуда его отправили в Швецию, где Франсиско Гутьеррес работал послом Испании до 1675 года.
После дипломатической карьеры он продолжил военную карьеру. В 1685 году он был назначен генерал-губернатором андалузского побережья. В начале Войны за испанское наследство он встал на сторону французского претендента на престол Филиппа V. Из-за его активной поддержки партии Бурбонов сторонники габсбургского претендента вскоре стали называть его «Гран Бутифлер де Эспанья». В июле/августе 1702 года Кадис стал подвергся нападению со стороны англо-голландского флота. Франсиско Диего Гутьеррес де лос Риос бросился на помощь городу с солдатами и кораблями, что сыграло важную роль в победе над захватчиками. В следующем 1703 году он принял участие в неудавшейся попытке отбить Гибралтар. В 1705 году ему снова удалось отразить попытку англичан высадиться в Кадисе.
В своем городе Фернан-Нуньес он проявил себя как реформатор. Поэтому он развил инфраструктуру, построив дома, зерновые мельницы, печи и ремесленные постройки. В то же время под его властью были созданы ирригационные системы для сельского хозяйства и создан рынок. Граф также назначил чиновника ("Fiel Ejecutor’), который отвечал за обеспечение населения продовольствием и за то, чтобы цены на продукты питания оставались доступными для всех слоев населения. Эти меры означали, что население Фернан-Нуньеса увеличилось более чем втрое за время его правления, с менее 400 до более 1500 человек, при одновременном улучшении уровня жизни. Франсиско Гутьеррес де лос Риос также расширил и отремонтировал дворец и церковь. Он также приказал построить богадельню для больных, престарелых и мудрецов.
Гутьеррес де лос Риос был плодовитым писателем и имел корреспондентов по всей Европе, с которыми он обменивался мнениями по научным, философским и политическим вопросам. 6000 копий писем, которые он один написал между 1679 и 1685 годами, до сих пор сохранились. Он также проявил себя как меценат.

## Основная работа
В 1686 году Франсиско Гутьеррес де лос Риос опубликовал в Брюсселе (а не в Севилье, как указано на титульном листе) свой самый важный труд «Практические рассуждения о мыслях и мыслях человека». Книга официально адресована его сыну Педро и содержит 71 короткое эссе («discursos») с размышлениями, советами и отзывами о различных сферах жизни. Он характеризуется рациональным, прагматичным духом и поэтому также считается произведением раннего Просвещения. Гутьеррес де лос Риос предостерегает от суеверий, астрологии, магии и шарлатанов, среди прочего и советует принципиально доверять установленной науке и медицине, хотя и они, и их представители тоже несовершенны. В то же время он призывает придерживаться католической веры. Он также рекомендует приобрести широкий спектр знаний, например изучать историю и науку, а также выучить несколько языков. В 1764 году произведение было переиздано потомком в Мадриде.

## Брак и потомство
Дворянин Франсиско Гутьеррес де лос Риос сочетался браком в 1676 году с Каталиной Сапатой де Мендоса Сильва-и-Гусман (ум. 13 февраля 1681), дочерью Антонио Сапата де Мендоса, 2-го графа Барахаса и 8-го графа Коруньи, 1-го маркиза Аламеда, виконта Торихи, майордома короля Филиппа IV, и его жены Марии де Сильва Гусман. У супругов было двое сыновей и дочь:
- Педро Гутьеррес де лос Риос-и-Сапата де Мендоса, старший сын и преемник отца на посту 4-го графа Фернан-Нуньеса
- Хосе Диего Гутьеррес де лос Риос, генерал галерного флота, сменивший своего брата на посту 5-го графа Фернан-Нуньеса, когда он умер без наследства.
- Мария Тереза де лос Риос, в 1704 году вышла замуж за своего троюродного брата Хуана де Сильва-и-Мендоса, герцога дель Инфантадо. От этого брака родилась Франсиска де Сильва-и-де-лос-Риос (1707—1770), которая заказала переиздание произведения El Hombre Práctico, написанного её дедом в 1762 году.